# Loxobates
Loxobates is een geslacht van spinnen uit de  familie van de Thomisidae (krabspinnen).

## Soorten
- Loxobates castetsi (Simon, 1906)[1]
- Loxobates daitoensis Ono, 1988
- Loxobates ephippiatus Thorell, 1877
- Loxobates kapuri (Tikader, 1980)
- Loxobates kawilus Barrion & Litsinger, 1995
- Loxobates masapangensis Barrion & Litsinger, 1995
- Loxobates minor Ono, 2001
- Loxobates ornatus Thorell, 1891
- Loxobates quinquenotatus Thorell, 1895
- Loxobates spiniformis Yang, Zhu & Song, 2006